# نيورالينك
شركة نيورالينك هي شركة أمريكية تعمل في مجال التكنولوجيا العصبية، حيث تطور واجهات الدماغ والحاسوب القابلة للزرع (BCIs) منذ عام 2024. أسسها إيلون ماسك مع فريق يضم ثمانية علماء ومهندسين. انطلقت الشركة عام 2016، وأُعلن عنها للجمهور في مارس 2017.
في يناير 2017، تواصل إيلون ماسك مع بيدرام محسني وراندولف نودو، اللذين امتلكا حقوق اسم «NeuraLink». عمل هذان العالمان في مجال الأعصاب على تطوير شريحة دماغية إلكترونية لعلاج إصابات الدماغ الرضية، وحققا تقدمًا ملحوظًا وأكملا الاختبارات الأولية، لكن نقص التمويل والدعم من المستثمرين حال دون استمرار المشروع. عرض ماسك عليهما عشرات الآلاف من الدولارات مقابل اسم الشركة.
يقع مقر الشركة في فريمونت، كاليفورنيا، مع خطط لإنشاء مبنى من ثلاثة طوابق يضم مكاتب ومساحة للتصنيع بالقرب من أوستن، تكساس، في منطقة ديل فالي، على بُعد نحو عشرة أميال شرق مصنع «غيغا فاكتوري تكساس»، الذي يُعد المقر الرئيسي لشركة تسلا ومنشأتها التصنيعية، وقد افتُتح عام 2022.
منذ تأسيسها، وظّفت الشركة عددًا من أبرز علماء الأعصاب من جامعات مختلفة. بحلول عام 2019، حصلت على تمويل بقيمة 158 مليون دولار، كان منها 100 مليون دولار من إيلون ماسك، وبلغ عدد موظفيها 90 شخصًا. في ذلك الوقت، أعلنت «نيورالينك» عن تطوير جهاز يشبه «آلة الخياطة»، قادر على زراعة خيوط فائقة الدقة داخل الدماغ، يتراوح عرضها بين 4 و6 ميكرومتر. كما عرضت نظامًا قادرًا على قراءة الإشارات العصبية من فأر مختبري عبر 1,500 قطب كهربائي. كانت الشركة تخطط لبدء التجارب على البشر في عام 2020، لكنها أجّلت هذا الموعد لاحقًا إلى 2023. في مايو 2023، حصلت على الموافقة لإجراء تجارب بشرية في الولايات المتحدة. وفي 29 يناير 2024، أعلن ماسك نجاح «نيورالينك» في زراعة جهازها داخل أول مريض بشري، مؤكدًا أن المريض كان في مرحلة التعافي.
تعرضت الشركة لانتقادات بسبب العدد الكبير من حالات القتل الرحيم للقرود التي خضعت للتجارب الطبية. كشفت السجلات البيطرية عن مضاعفات متعددة مرتبطة بجراحة زراعة الأقطاب الكهربائية في أدمغة هذه الحيوانات.
في سبتمبر 2024، أعلنت الشركة عن أحدث مشاريعها التطويرية، «Blindsight»، الذي يهدف إلى تمكين الأشخاص المصابين بالعمى من استعادة مستوى معين من الرؤية، بشرط أن تكون القشرة البصرية سليمة. حصل هذا المشروع على تصنيف "الريادة والاختراق" من الحكومة الفيدرالية، مما سيسرّع وتيرة التطوير والإنجاز.

## الشركة
يقع مقر الشركة الرئيسي في سان فرانسيسكو، كاليفورنيا، الولايات المتحدة الأمريكية. بدأت الشركة أعمالها في عام 2016 لتبدأ في الظهور للعامة في مارس 2017. تم شراء العلامة التجارية الحالية للشركة من ملاكها السابقين في يناير 2017.
في أبريل 2017، أعلنت شركة نيورالينك أنها تهدف إلى صنع أجهزة لعلاج تهدف لعلاج الأمراض الدماغية ذات الخطورة العالية على المدى المنظور، بهدف نهائي هو تعزيز المقدرات البشرية، والذي يُطلق عليه أحيانًا "الإنسانية الخارقة". وبيّن ماسك إن هذه الفكرة التي جذبت انتباهه ما هي إلا وحي إلهام من مفهوم "الدانتيل العصبي" في الكون الخيالي في رواية "الثقافة"، والتي هي عبارة عن سلسلة مكونة من 10 روايات من تأليف "إيان إم. بانكس".
وصف ماسك "الدانتيل العصبي" بكونه شريحة رقمية طافية على القشرة الدماغية"، وأوضح بأن زراعتها لا تتطلب تداخلا جراحيا عميقاً، بل يمكن زراعتها عبر تسريبها وريدياً أو شريانيا. وقال إن الهدف من الشريحة على المدى البعيد هو تحقيق مفهوم "التناغم والتكافل مع الذكاء الاصطناعي"، والذي يراه تهديدًا وجوديًا ينذر بفناء البشرية في حال تمَّ فقدان السيطرة عليه، ويعتقد بأن التعامل مع الشريحة سيكون أشبه بلعبة فيديو، مثل حفظ حالة اللعبة، حيث يمكنك استئناف من مستواك الأخير وتحميله يأمل ماسك بهذه التقنية بمعالجة إصابات الدماغ أو إصابات العمود الفقري وتعويض أي قدرة مفقودة لدى شخص ما باستخدام شريحة.
عين ماسك مدير أعماله جاريد بيرشال كرئيس تنفيذي ومدير مالي ورئيس مجلس الإدارة لشركة Neuralink في عام 2018. اعتبارًا من سبتمبر 2018، كان ماسك هو المالك صاحب الحصة الأكبر بالشركة ولكنه على الرغم من ذلك لم يشغل أي منصب تنفيذي. وبحلول أغسطس 2020، بقي ثلاثة فقط من العلماء المؤسسين من أصل ثمانية كانوا الأعمدة المؤسسة للشركة، وفقًا لمقال نشرته صحيفة "Stat News" أفاد بأن شركة Neuralink شهدت في تلك الفترة سنوات من الصراع والاقتتال الداخلي حيث اصطدمت خطة الشركة بمغالطة التخطيط خصوصا مع بطء وتيرة الإنجازات العلمية الملموسة.
اعتبارًا من عام 2020، كان المقر الرئيسي لشركة Neuralink في مقاطعة ميشن في ولاية سان فرانسيسكو، حيث تقاسمت الشركة مبنى Pioneer مع OpenAI، والشركة الأخيرة يعتبر ماسك أحد لشركاء المؤسيسن فيها. ولكن انتقل مقر الشركة الرئيسي منذ عام 2022 إلى مدينة فريمونت في ولاية كاليفورنيا.
في أبريل من سنة 2021، أصدرت شركة نيورالينك مقطع مصور للعيان يظهر فيه قرد يلعب لعبة "بيغ بونغ" باستخدام شريحة نيورالينك. في حين أن العالم شهد ولادة أول نوع من هذه التقنيات منذ عام 2002، وذلك عندما عرضت عينة بحثية قردًا يحرك مؤشر الحاسوب عن طريق السيالات العصبية، مما أدى إلى ذهول وموجة اعتراف من قبل العلماء يشيد بهذه الطفرة الهندسية التي جعلت الشريحة لاسلكية وزيادة عدد الأقطاب الكهربائية المزروعة.
في مايو 2021، أعلن ماكس هوداك أحد الشركاء المؤسيسين بأنه لم يعد يعمل مع الشركة. بينما أشار بنيامين رابوبورت أحد الشركاء المؤسيسن أيضاً بأنه سيغادر الشركة وكان الدافع الأكبر لذلك هو القلق حول مخاطر السلامة في عام 2018. أسس رابوبورت لاحقًا شركة "Precision Neuroscience" مؤكدًا على استخدام الأقطاب الكهربائية السطحية (لا تخترق فروة الرأس) بدلًا من الأقطاب الكهربائية الغازية لأنسجة الدماغ المعتمدة في نيورالينك، وذلك تحقيقاً لاحتياطات السلامة وتلافي تلف أنسجة الدماغ التي تسببها أجهزة نيورالينك.في نهاية المطاف بقي اثنان فقط من المؤسسين الثمانية في الشركة بحلول يناير 2022.
في 8 فبراير 2024 نقل ماسك السجل التجاري لشركة نيورالينك من ولاية ديلاوير إلى ولاية نيفادا، وذلك احتجاج على قرار كاثلين سانت جيه ماكورميك التي تشغل منصب رئيس محكمة ديلاوير تشانسيري بإلغاء حزمة التعويضات لماسك البالغة 55 مليار دولار في تيسلا.

### المؤسسين
في يوليو 2016، تعاون ماسك مع 8 رجال أعمال أخرون لتأسيس الشركة وهم:
- بن رابوبورت
- دونغ جين سيو
- ماكس هوداك
- بول ميرولا
- فيليب سابس
- تيم جاردنر
- تيم هانسون
- فانيسا تولوسا

## المُنجز الطبي
في عام 2018 أفاد موقع جيزمودو أن شركة نيورالينك "حافظت على أعمالها في غطاء من السرية والخصوصية "، ولكن وجود قانون حرية المعلومات في أميركا فقد أظهرت السجلات العامة أن الشركة تسعى لافتتاح منشأة لإجراء التجارب على الحيوانات وذلك في مدينة سان فرانسيسكو؛ وتلا ذلك إجراء بعض الأبحاث ضمن جامعة كاليفورنيا، ديفيس. وفي عام 2019، خلال إحدى العروض التقديمية في أكاديمية كاليفورنيا للعلوم، كشفت شركة نيورالينك للجمهور الستار عن تقنيات قيد الإنجاز في أحد نماذجها الأولية، وهي نظام يشتمل على إدخال محاوير صنعية أو مسابير رقيقة للغاية تتم زراعتها داخل الدماغ تعمل كأقطاب وموصلات للسيالات الكهربائية العصبية بالإضافة لروبوت مختص في الجراحة العصبية الدقيقة، ونظام إلكتروني ذو كثافة عالية مما يمكنه من معالجة المعلومات الواردة من العصبونات، وهو يعتمد على تكنولوجيا تم تطويرها في جامعة كاليفورنيا، سان فرانسيسكو وجامعة كاليفورنيا، بيركلي.

### المسابير (PROBES)
- تُصنع المسابير غالباً من مادة البولي إيميد وتحديداً PDMS (بوليمر سيليكوني) وهي مادة آمنة حيوياً من ناحية الرفض المناعي أو السمية، مع موصل كهربائي دقيق تتم صناعته من الذهب أو البلاتين ويتم زرع المسابير الآنفة الذكر في أنسجة الدماغ الرخوة من خلال عملية آلية يُجريها روبوت جراحي.
- يتكون كل مسبار من منطقتين الأولى هي منطقة الأسلاك حيث يحتوي كل سلك منها على أقطاب كهربائية قادرة على تحديد موقع الإشارات الكهربائية في الدماغ بدقة، والأخرى عبارة عن منطقة حسية تتفاعل فيها الأسلاك مع نظام الكهربي الإلكتروني الذي يسمح باستقبال الإشارات الدماغ الكهربائية وتضخيمها.
- يحتوي كل مسبار على 48 أو 96 سلكًا، كل سلك منها يحتوي على 32 قطبًا كهربائيًا مستقلاً، مما يجعل عدد الأقطاب في المسبار الواحد يصل إلى 3072 قطبًا كهربائيًا لكل منها.[32][32]

### الروبوت الجراح
- تقول شركة نيورالينك إنها صممت روبوتًا جراحيًا قادرًا على إدخال العديد من المسابير المرنة بسرعة في الدماغ، مما يقي مخاطر تلف الأنسجة ومشاكل محدودية وقصر العمر الافتراضي عند استخدام المسابير ذات الصلابة والحجم الأعلى.[32][32][32]
- يحتوي هذا الروبوت الجراحي على رأس إدخال مزود بإبرة يبلغ قطرها 25 ميكرومترًا مصنوعة من رينيوم التنغستن تتجلّى وظيفتها بتحقيق عملية الربط مع حلقات الإدخال، وحقن المسابير بشكل إفرادي مما يمكنّه من تجاوز الحاجز الدماغي الدموي (BBB). وبإمكانه إدخال ما يقارب ستة أسلاك (192 قطبًا كهربائيًا) في الدقيقة الواحدة. وتعتمد الإبرة في حركتها على محرك كهربائي خطي مما يتيح تحقيق شدة سحب عالية بالإضافة إلى حرية تبديل سرعات الإدخال.[32]
- يحتوي الروبوت الجراحي أيضا ملقط (كمّاشة) مصنوعة من سلك تنغستن بقطر 50 ميكرومتر، هذه الملاقط ذات شكل منحني أشبه بكمشة اليد، ويتم تحريكه بشكل محوري (الأمام\الخلف) وبشكل جركة دائرية أيضاً.[32][32]
- كما يحتوي الروبوت في رأس الإدخال الخاص على كاميرات فيديو دقيقة لتوجيه الإبرة تتبع لحظة بلحظة ضمن الوقت الفعلي الحقيقي.[32]

### التقنية
- قامت شركة Neuralink بتطوير دائرة (رقاقة) إلكترونية متكاملة (ASIC) مهمتها الوحيدة هي إنشاء منظومة تسجيل قادرة على التقاط الإشارات الكهربائية من 1536 حيز من أحياز الدماغ. يتكون هذا النظام من:

1. 256 مُضخِّمًا لكل إشارة كهربائية واردة على حدة.
2. محوِّل تماثلي-رقمي (ADC) داخل الشريحة الإلكترونية.
3. دوائر إلكترونية مساعدة تقع بالقرب من الرقاقة الرئيسية وتعمل على تحويل البيانات الرقمية المتوازية (بتات تُرسل في نفس الوقت) إلى مسلسلة (بتات تُرسل واحدة تلو الأخرى). وهذه العملية تعتبر غاية في الأهمية لإرسال البيانات بكفاءة وفعالية عبر مسالك محصورة بعدد محدد.[33][33]

- يهدف النظام الإلكتروني السابق إلى تحويل المعلومات الواردة من الخلايا العصبية إلى شيفرة ثنائية رقمية مفهومة (0_1) لتحقيق فهم أعمق لوظائف الدماغ والقدرة على تحفيز عودة الخلايا العصبية.
- حتى الآن، لا تزال الأقطاب الكهربائية المستخدمة في نيورالينك كبيرة جدًا بحيث لا يمكنها تسجيل السيالات الكهربائية العصبية القادمة من كل خلية عصبية مفردة، لذا فهي لا تسجل سوى المخرجات الواردة من كل مجموعة من الخلايا العصبية وليس خلية بعينها؛ ويعتقد القائمين على شركة نيورالينك أنه يمكن التخفيف من هذه المشكلة بتطبيق خوارزميات معينة، لكنها تتطلب موارد حاسوبية وتقنية هائلة ولا تُعطي النتائج الدقيقة المرجوة وإنما نتائج تقريبية.[33]
- في يوليو 2020 سجلت براءة اختراع صادرة عن إدارة الغذاء والدواء الأميريكية لصالح شركة نيورالينك،وبموجبه سمحت FDA باجراء اختبارات بشرية محدودة بموجب إرشادات إدارة الغذاء والدواء للأجهزة الطبية.[33]

### تحدي نقل وضغط البيانات
في 29 مايو 2024، طلب ماسك آراء الجمهور بشأن تحدٍّ يواجه نيورالينك بخصوص الحجم الهائل للبيانات المطلوب نقلها، حيث يجب عليه إدراج معدل ضغط للبيانات يزيد عن 200x لضمان الأداء السليم، وأيضاً من الضروري جداً أن تحدث عملية ضغط البيانات:
1. دون فقدان أي جزء منها.
2. ضمان أن تحدث العملية بطاقة منخفضة للغاية.
3. وأن يتم ضغط البيانات بالوقت الفعلي (آنيًا).

ووصف خبير البرمجيات روي فان راين أن احتمال نجاح عملية الضغط 200x بدون فقدان أي بيانات بأنها خارجة عن المعقول.
وفي يناير 2024 قامت نيورالينك بإنجاز أول زراعة رقائق في مخ بشري في خطوة كبرى نحو تحقيق الهدف بتمكين الناس من التحكم في أجهزة الكمبيوتر عن طريق الأفكار. وفي 15 فبراير 2024 صرّح إيلون ماسك بأن الشخص الذي تم زراعة رقائق في دماغه تعافى تماماً وأصبح قادراً على التحكم في فأرة الكمبيوتر من خلال التفكير. وفي مارس 2024 قامت نيورالينك ببث مباشر ظهر أول مريض زرعت له شريحة ويدعى نولاند آربو وهو يستخدم عقله للعب الشطرنج عبر الإنترنت.

## وصلات خارجية
- الموقع الرسمي
- إيلون ماسك - لماذا أسست الشركة؟